# ايمانويل أثنار
ايمانويل أثنار (23 ديسمبر 1915 بسيدي بلعباس في الجزائر - 4 أكتوبر 1970 بمارسيليا في الجزائر) (بالفرنسية: Emmanuel Aznar)‏ هو لاعب كرة قدم فرنسي وجزائري في مركز الهجوم. شارك مع منتخب فرنسا لكرة القدم. أما مع النوادي، فقد لعب مع أولمبيك مارسيليا ونادي تولون والنادي الرياضي بلعباس ‏ وéquipe fédérale Marseille-Provence ‏.

## وصلات خارجية
- ايمانويل أثنار على موقع قاعدة بيانات كرة القدم.إي يو (الإنجليزية)
- ايمانويل أثنار على موقع ناشيونال فوتبول تيمز (الإنجليزية)
- ايمانويل أثنار على موقع عالم كرة القدم.نت (الإنجليزية)